# Seraphim Rose

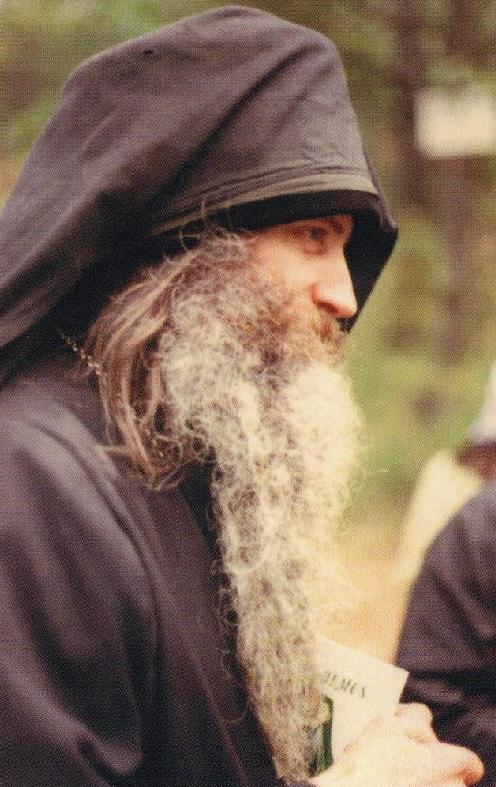
Seraphim Rose

Seraphim Rose (eigentlich Eugene Dennis Rose, * 13. August 1934 in San Diego; † 2. September 1982 in Platina, Kalifornien) war ein orthodoxer Priestermönch in den USA, der zur Russischen Orthodoxen Kirche im Ausland gehörte. Seine Schriften trugen sehr zur Verbreitung des orthodoxen Glaubens in den USA und der westlichen Welt bei. Nach dem Umbruch in den Ländern des ehemaligen Ostblocks fanden seine Veröffentlichungen auch dort eine weite Verbreitung. Obwohl er nicht formell kanonisiert wurde, wurde er bereits kurz nach seinem Tod mit Ikonen, Gebet und in der Liturgie verehrt.

## Frühes Leben
Geboren als das jüngste von drei Kindern des Ehepaars Frank und Esther Rose wuchs er in Kalifornien auf, wo er den Rest seines Lebens verbringen sollte. Seine Mutter war eine bekannte amerikanische Malerin. Als Methodist wurde er mit vierzehn Jahren getauft, später wurde er Atheist, verlor seinen Glauben. Nach einer Testung an der High School von San Diego wurde er als weit überdurchschnittlich intelligent eingeschätzt. Er studierte dann chinesische Philosophie am Pomona College in San Francisco und schloss 1954 mit einem akademischen Grad magna cum laude ab. 1961 schloss er mit einem Master in orientalischen Sprachen an der Universität von Kalifornien in Berkeley ab. Nach dieser Zeit folgte eine wilde Phase in seinem Leben, er widmete sich dem Buddhismus und versuchte auch viele andere Religionen kennenzulernen.

## Familie
Seraphim Rose war der Bruder von Eileen Rose Busby, einer Autorin und Expertin für Antiquitäten, und Frank Rose, eines Geschäftsmannes. Er war der Onkel des Autors und Wissenschaftlers J. Michael Scott und der Krimiautorin Cathy Scott.

## Orthodoxer Glaube
Im Laufe seines Studiums an der American Academy of Asian Studies bei Alan Watts, nachdem er seinen Abschluss am Pomona College in chinesischer Philosophie gemacht hatte, entdeckte Seraphim Rose die Werke von René Guénon. Durch Guénons Werke wurde Rose inspiriert, nach authentischer, bodenständiger geistlicher Glaubenstradition zu suchen. Im Sommer 1955, als er noch bei Watts war, traf er den finnischstämmigen Jon Gregerson, der zu dieser Zeit praktizierender russisch-orthodoxer Christ war. Durch ihn hatte Rose den ersten Kontakt zum orthodoxen Glauben. Rose gab sich als homosexuell zu erkennen, nachdem seine Mutter Briefe entsprechenden Inhalts entdeckt hatte. Als orthodoxer Christ lehnte er das Praktizieren der Homosexualität jedoch ab und beendete derartige Beziehungen. 1962 wurde Rose in die Orthodoxe Kirche aufgenommen. Ein Jahr später 1963 gründete Rose mit dem Segen des Bischofs von Shanghai und San Francisco gemeinsam mit dem russisch-orthodoxen Seminaristen Gleb Podmoshensky einen religiösen Verlag mit Buchversand, den sie Bruderschaft des heiligen Herman von Alaska nannten. Aus diesem entstand im Laufe der Zeit das Kloster des heiligen Herman von Alaska.
Bedeutung erlangte sein Buch „Orthodoxie und die Religion der Zukunft“, in dem er sich mit neueren geistigen und geistlichen Strömungen, vom Einfluss der östliche Religionen, Yoga, dem New-Age-Denken, bis hin zu Themen wie Ufo-Sichtungen befasste. Rose führt darin aus, dass die von den Anhängern dieser Strömungen berichteten „Erfahrungen“ durchaus real sein können, dass sich derartige Erfahrungen jedoch nicht als Maßstab für den Wahrheitsanspruch dieser Strömungen eignen, weil immer auch die als real zu begreifenden unreinen Geister als Ursache solcher Erfahrungen in Frage kommen. In ähnlicher Weise bezog er in diesem Buch auch sehr kritisch Stellung zur sogenannten charismatischen Bewegung. In jüngster Zeit erfuhr dieses Buch eine weite Verbreitung in Russland.

## Veröffentlichungen
- Die Seele nach dem Tod. Heutige „Nach-Todes“-Erfahrungen im Licht der orthodoxen Lehre vom Leben nach dem Tod. Kloster des Heiligen Hiob von Potschajew, München 1999, ISBN 3-926165-92-8.
- Der Königsweg in der Postmoderne. Beiträge aus der „Orthodoxen Welt“. Edition Hagia Sophia, Straelen 2009, ISBN 978-3-937129-61-7.
- Nihilismus: die Ideologie des Antichristen — Der Glaube an das Nichts als Quell des Untergangs. Edition Hagia Sophia, Straelen 2010, ISBN 978-3-937129-62-4.
- Die heiligen Väter der orthodoxen Spiritualität – Zum richtigen Verständnis ihrer Schriften. Edition Hagia Sophia, Straelen 2010, ISBN 978-3-937129-29-7.
- Orthodoxie und die Religion der Zukunft. Edition Hagia Sophia, Straelen 2010, ISBN 978-3-937129-60-0.
- Himmlische Gefilde - Homilien eines Laien. Edition Hagia Sophia, Wachtendonk 2019, ISBN 978-3-96321-006-8.
- Die Stellung des seligen Ausgustinus in der Orthodoxen Kirche. Edition Hagia Sophia, Wachtendonk 2019, ISBN 978-3-96321-087-7.